# Lin Halliday
Lin Halliday (* 16. Juni 1936 in De Queen, Arkansas; † 25. Januar 2000) war ein US-amerikanischer Tenorsaxophonist des Modern Jazz.

## Leben und Wirken
Lin Halliday wuchs in Little Rock auf, wo er in der Schule Saxophon und Klarinette spielte. Danach zog er nach Los Angeles, arbeitete dort als Berufsmusiker und trat mit dem Saxophonisten Joe Maini auf. 1955/57 spielte er mit Ralph Peña im Quintett des Trompeters Jack Millman (Four More). 1958 zog Halliday nach New York City, 1966 nach Nashville; 1980 ließ er sich in Chicago nieder. Dort entstand 1991 für Delmark Records sein erstes Album unter eigenem Namen, Delayed Exposure, mit Gastmusikern wie Ira Sullivan und Jodie Christian. 1992 folgte wieder mit Sullivan/Christian East of the Sun, 1993 Where Or When. Halliday etablierte sich seitdem in der lokalen Chicagoer Jazzszene und trat in Jazzclubs Chicagos auf, wie dem Green Mill, Bop Shop, Joe Segal’s Jazz Showcase und der Get Me High Lounge. Sein Live-Konzert mit dem Trompeter Brad Goode’s erschien 1998 auf dem Album Shock of the New. Halliday wirkte auch an dem Album Stablemates (1995) des Saxophonisten Eric Alexander mit, 1995/96 nahm er mit Carl Leukaefe und Jodie Christian das Delmark-Album Warrior auf. 1996 arbeitete er mit Cecil Payne (Scotch and Milk).
Nach Cook/Morton erinnert Hallidays Spiel an Sonny Rollins.